# بوب بونتي
بوب بونتي (بالهولندية: Bob Bonte)‏ (1 أغسطس 1929 – 3 سبتمبر 1988) هو سبّاح هولندي راحل، مثّل بلاده في الألعاب الأولمبية الصيفية 1948.

## روابط خارجية
بوب بونتي على موقع الاتحاد الدولي للسباحة (الإنجليزية)
- بوب بونتي على موقع أوليمبيديا (الإنجليزية)